# بيان تفسيري (صحافة)

اهم  استخدامات  التوضيحية لقصة منشورة
بيان تفسيري في الصحافة يستخدم في إصدار بيان في الجزء التوضيحي للقصة المنشورة. ويشير المصطلح إلى احتمالية كون عبارة منشورة في قصة (قصة صحيحة وحقيقية) عرضة لسوء الفهم أو الافتراضات الخاطئة.
على سبيل المثال، في القصة المنشورة عن تسريح مدرس ورد أن الناظر قد أصدر إخطار إنهاء الخدمة للمدرس المذكور. ففي حين أن هذه العبارة صحيحة وواقعية حسب ما هو منشور، فقد تؤدي إلى افتراض أن المدرسين تم إطلاق الرصاص عليهم ليلاً. في هذه الحالة يلزم تقديم بيان تفسيري، بنشر عبارة تنص على أن الوقت متاح أمام المدرسين لنقد قرار الفصل قبل سريان قرار إنهاء الخدمة.
يختلف البيان التفسيري عن التصحيح الذي يصحح الأخطاء الواقعية في القصة المنشورة. وكما هو الحال مع التصحيحات، تختلف سياسة رصد العبارات التي تحتاج أن تكون أكثر وضوحًا باختلاف الجريدة؛ وينطوي ذلك عادةً على اتصال أحد القراء بالمحرر والإشارة إلى عناصر القصة التي تحتاج التفسير (أو التصحيح).